# Marie Bernières-Henraux
Marie Natalie Charlotte Mouillesaux de Bernières, épouse Gaillard-Lacombe, connue sous le nom de Marie Bernières-Henraux (née à Tientsin en Chine le 19 juillet 1876 et morte à Périgueux le 30 janvier 1964), est un sculptrice française.

## Biographie
Fille d'un directeur des douanes impériales maritimes, élève d'Auguste Rodin, statuaire, elle obtient la médaille de la Reconnaissance française et expose, de 1921 à 1931 au Salon des indépendants et à l'Art français indépendants (1928-1930), ainsi qu'à la Société nationale des beaux-arts, au Salon des Tuileries et dans diverses galeries parisiennes.
En 1897 elle se marie à Jean Bernard Sancholle Henraux, un entrepreneur en marbres de Carrare. Veuve, elle épouse Urbain Jean Maurice Gaillard Lacombe en 1932 et abandonne la sculpture.
Elle repose auprès de son premier mari au cimetière Saint-Georges de Périgueux.
Ses œuvres les plus célèbres sont : Nu et raisins (silithe) et Tête de jeune fille (terre cuite).
On doit à Édouard Vuillard le tableau Marie Bernières-Henraux dans son salon (1935).